# شوتو أونو
شوتو أونو (باليابانية: 大野 秀和) (مواليد 23 فبراير 2001) هو لاعب كرة قدم ياباني.

## وصلات خارجية
- شوتو أونو على موقع رابطة كرة القدم اليابانية للمحترفين (اليابانية)
- شوتو أونو على موقع Soccerway.com (الإنجليزية)